# Fyllingsdalen

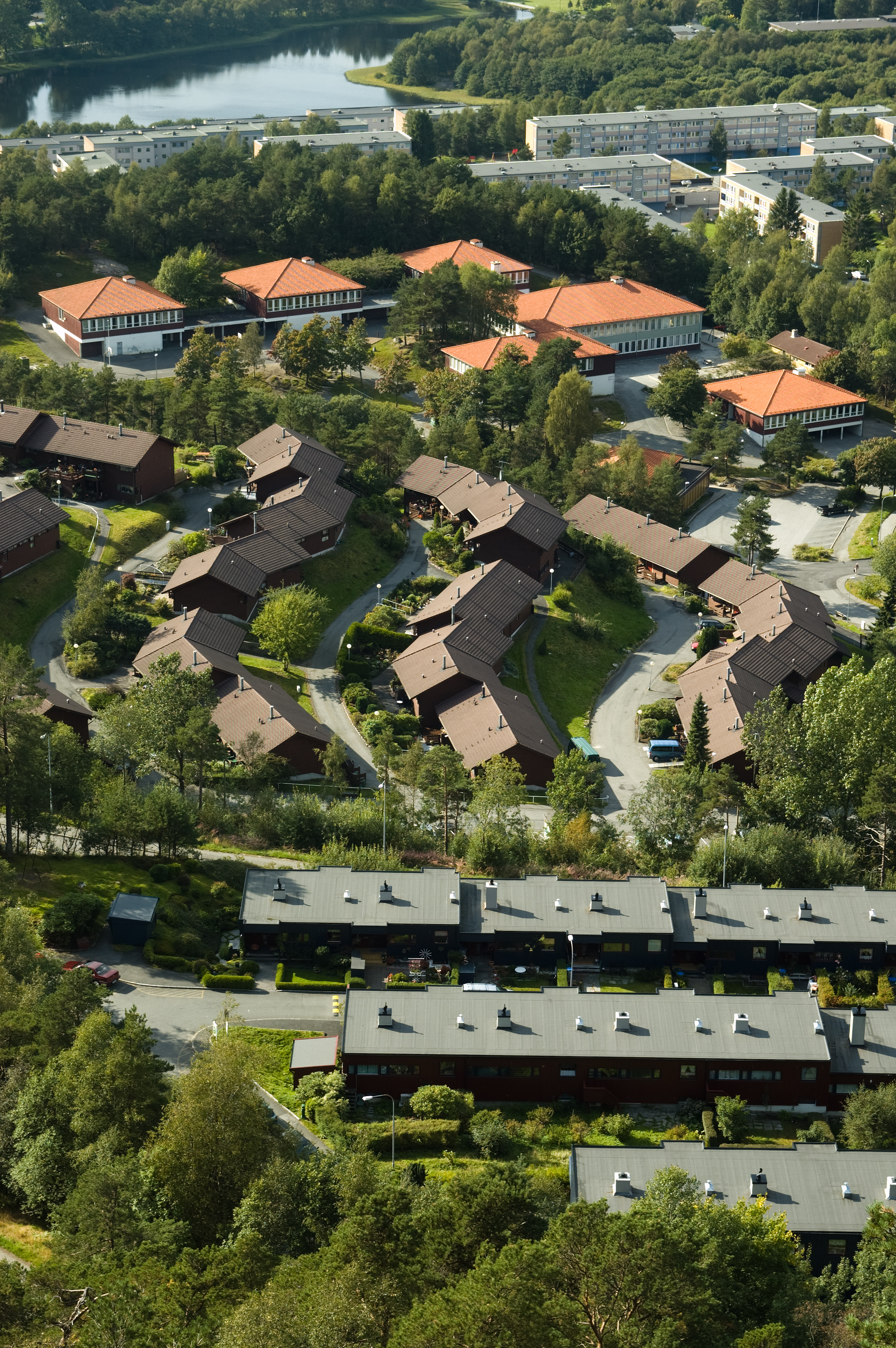
Urbanisme typique de la ville.

Fyllingsdalen est un bydel, une division administrative de la kommune de Bergen en Norvège. Elle compte environ 30 000 habitants. Elle se trouve au sud du centre ville, dans la vallée descendant de la montagne Løvstakken à l'est. Le nom « Fyllingsdalen » vient de la ferme Fyllingen. Autrefois la vallée était appelée « Fynö dalen » — la vallée qui peut être vue depuis l'océan.
L'habitat du quartier de Fyllingsdalen est principalement composé de grands appartements.

## Sports
- Bergen Håndball (club de handball)